# Jeršiče
Jeršiče este o localitate din comuna Cerknica, Slovenia, cu o populație de 17 locuitori.